# Conus villepinii
Conus villepinii é uma espécie de gastrópode da família Conidae. Pode ser encontrada da Carolina do Norte ao sul até a Flórida, nos Estados Unidos, e através do mar do Caribe e golfo do México até o Amapá, no Brasil.
Politípica, duas subespécies são reconhecidas:
- Conus villepinii villepinii P. Fischer & Bernardi, 1857
- Conus villepinii fosteri Clench, 1942